# Zythos erotica
Zythos erotica är en fjärilsart som beskrevs av Louis Beethoven Prout 1932. Zythos erotica ingår i släktet Zythos och familjen mätare. Inga underarter finns listade i Catalogue of Life.